# Călușandra
Călușandra este un EP al supergrupului Pasărea Rock, apărut la data de 7 ianuarie 2015, sub forma unui CD promoțional.

## Prezentare
Discul conține melodia omonimă, titlul acesteia făcând referire la dansurile tradiționale românești „Călușul” și „Ciuleandra”, de la care a pornit această compoziție (la înregistrarea căreia și-a adus aportul tânărul baterist Alex Mușat). Versurile aparțin lui Florin Dumitrescu și constituie un mesaj de salvare a planetei de la un amenințător dezastru ecologic. Piesa „Călușandra” a fost lansată pe 22 octombrie 2014, iar în luna următoare au apărut „Hora fără de hotar”, prezentă pe acest EP în două variante, și „Zoreaua”, recitată de actorul Flaviu Crișan. „Hora fără de hotar” reprezintă o creație hard rock ce vorbește de urmările alegerilor politice, fără o informare temeinică a alegătorilor. Materialul discografic de față a fost publicat prin intermediul casei de discuri Revolver Records din București și, pe lângă piesele menționate, mai include un al doilea recitativ al lui Flaviu Crișan, „Epitaf”, alături de „Legenda”, într-o variantă de concert înregistrată la Timișoara și mixată în studio de Kappl, cu vocea lui Crișan adăugată ulterior.

## Piese
1. Călușandra
2. Hora fără de hotar
3. Zoreaua
4. Hora fără de hotar (radio edit)
5. Epitaf
6. Legenda (live) (bonus track)

Muzică: Josef Kappl (1, 2, 3, 4, 5, 6)

Versuri: Florin Dumitrescu (1, 2, 3, 4, 5); Josef Kappl (6)

## Personal
- Mircea Baniciu – solist vocal (1, 2, 4, 6)
- Josef Kappl – chitară bas, claviaturi, voce (1, 2, 3, 4, 5, 6)
- Ovidiu Lipan Țăndărică – baterie (1, 2, 4, 6)
- Cristi Gram – chitară electrică și acustică (1, 2, 4, 6)
- Alex Mușat – baterie (1)
- Vlady Cnejevici – claviaturi (6)
- Teo Boar – chitară electrică (6)
- Mani Neumann – vioară (6)
- Flaviu Crișan – recitativ (1, 3, 5, 6)

Înregistrări realizate la Pyramid Studio și Cristi Gram Studio, mixaj audio și mastering la Kapprock Studio. Asistență editare baterie la piesa (1): Alex Mușat. Piesa (6) a fost înregistrată live la Timișoara (Pipai Sound).